# Minneapolis Institute of Art
El Minneapolis Institute of Art, L'Institut d'Art de Minneapolis, és un museu d'art ubicat a Minneapolis, Minnesota, als Estats Units, fundat el 1883 i instal·lat en un recinte de gairebé 32.000 m². El museu és atípic perquè és d'accés i es permet fer fotografies a les exposicions. La seva entrada és gratuïta, però algunes exposicions especials requereixen una entrada. El museu no està subvencionat pel Comtat de Hennepin per als museus. Exhibeix una col·lecció de més de 100.000 objectes que cobreixen un període històric de 5000 anys.

## Història

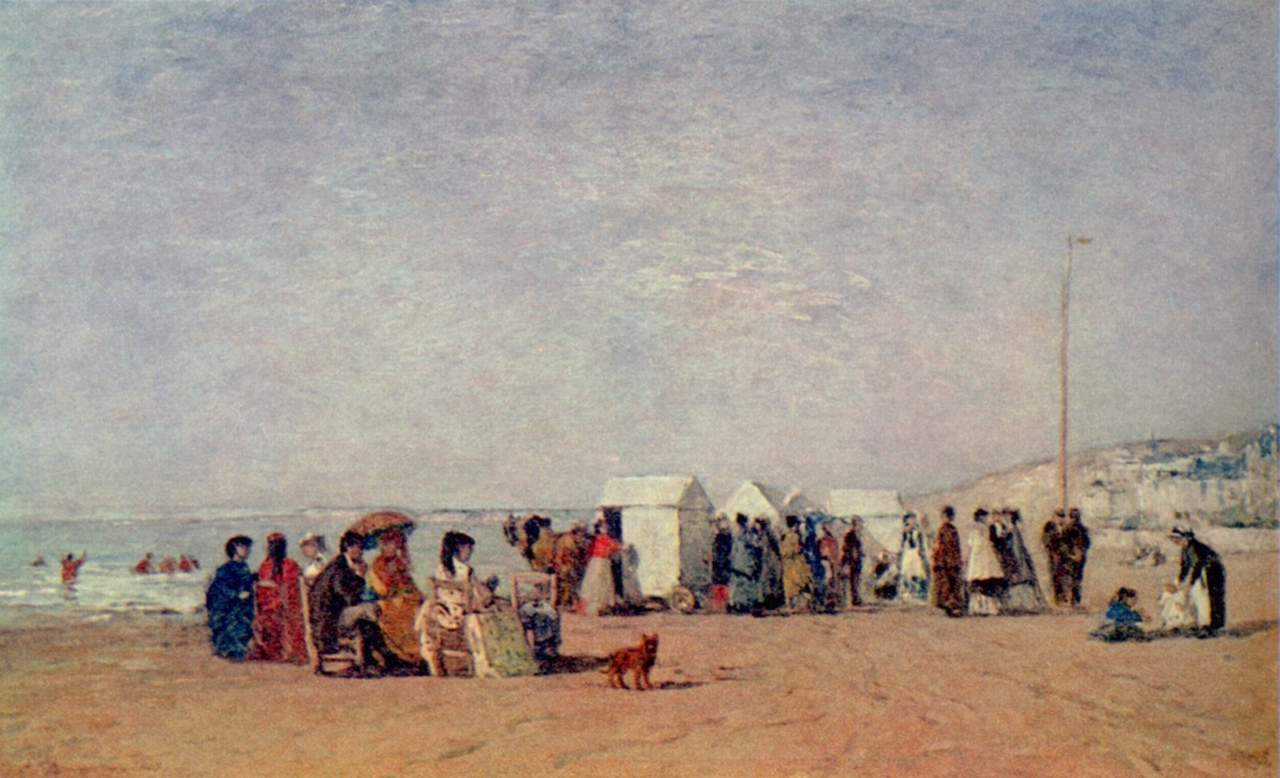
Sur la plage de Trouville, 1865, Eugène Boudin.

El 1883, un grup de 25 ciutadans van fundar la Minneapolis Society of Arts, amb la intenció de fomentar les arts a la ciutat. Al llarg de la dècada, la nova institució va oferir exposicions d'art sense una seu fixa, i va ser el 1889 quan es va instal·lar en uns espais de la Biblioteca Pública de la ciutat.
Amb disseny de la companyia d'arquitectes McKim, Mead and White, el primer edifici del museu va obrir les portes el 1915, ocupant una parcel·la donada per la família Morrison. L'edifici és considerat ara un exemple il·lustre de l'estil Beaux-Arts. En realitat, el bloc construït era només el primer d'un pla molt més gran que no es va culminar.
Molts anys després, el 1974, el museu va sumar una ampliació d'acord amb nous plans, del japonès Kenzo Tange, i el 2006 va inaugurar una segona ampliació de Michael Greus. El districte de Whittier on s'enclava el museu, antiga zona residencial ocupada per mansions, consta al Registre Nacional de Llocs Històrics.

## Col·leccions

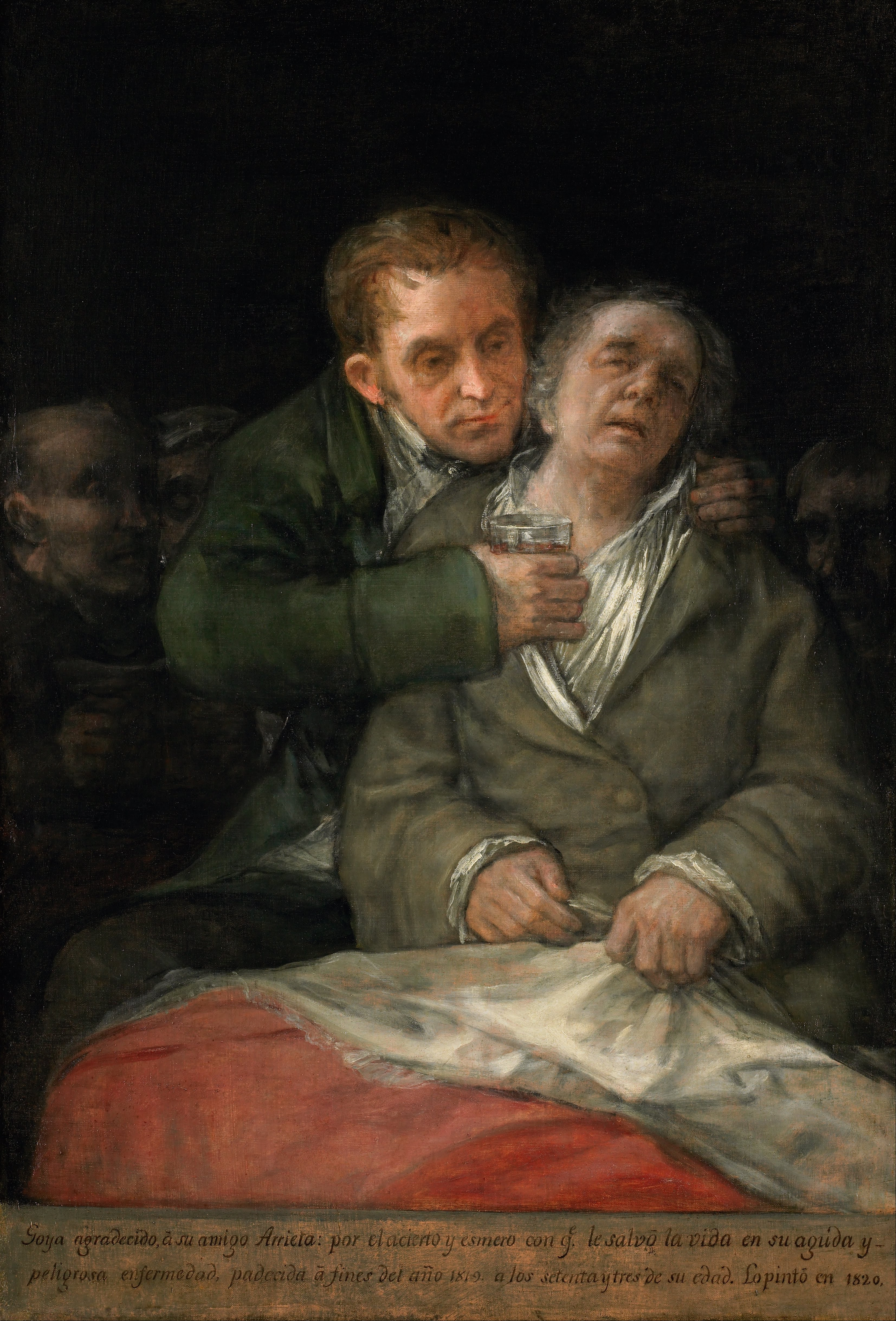
Goya atès pel doctor Arrieta, pintat pel mateix Francisco de Goya.

### Àsia, Oceania i les Amèriques
Aquest departament compta amb 3.000 peces, amb pintures, escultures, treballs en metall així com joies elaborades amb petxines i minerals. Cal destacar una talla en fusta d'un genet i el seu cavall de Djenné, de fa 2.000 anys, així com un lleopard de bronze del segle xviii, del regne de Benín. Una màscara de Luba és una de les penes dos conegudes arreu del món. De l'Amèrica precolombina, destaca una màscara olmeca de jade.

### Arquitectura, Disseny, Arts Decoratives i Escultura
És el departament més ampli, amb més de 10.000 peces. De manera atípica, s'inclou sota la seva gestió un habitatge complet del segle xix que es troba lluny del museu, la Purcell-Cuts House, llegada a ell el 1985. S'ubica al centre de Minneapolis.
El museu alberga reconstruït un saló de 1730 procedent d'un palau parisenc, el Hôtel de la Bouexière, així com exemples dispars de mobles, ceràmiques i altres objectes. La secció d'escultura inclou Rodin i una obra atribuïda a Bernini.

### Art Asiàtic
Aquest departament representa 17 cultures d'Àsia i cobreix 5.000 anys. Entre altres atraccions, hi reconstruïdes dues estades japoneses: una sala d'audiències ( shoin) i una casa de te ( chashitsu).

### Pintures i Escultura Moderna
Aquest departament engloba la pintura europea i americana des del segle xiv fins a l'actualitat, i l'escultura posterior a 1900.
La col·lecció de pintures inclou unes 900, amb obres mestres com La mort de Germànic (1627) de Nicolas Poussin, obra clau de la seva carrera; Paisatge pastoral de Claude Lorrain, Lucrècia (1666) de Rembrandt, El prenediment de Crist de Van Dyck (que repeteix l'original del Museu del Prado), Cérvol al bosc de Courbet, Els fanàtics de Tànger de Delacroix, Les oliveres de Vincent van Gogh i obres d'artistes americans entre Gilbert Stuart i Larry Rivers.
Cal subratllar la presència de diverses pintures espanyoles de gran rellevància, com La purificació del temple de El Greco, famosa per incloure retrats de Tiziano, Miguel Àngel, Giulio Clovio i  Rafael. Igualment important és un famós autoretrat de Goya atès pel doctor Arrieta.
Entre les escultures, destaquen obres de Constantin Brancusi, Henri Matisse, Henry Moore i Amedeo Modigliani, qui va esculpir poques per problemes respiratoris. En data recent, el museu ha sumat la figura  Diego (1962) de Alberto Giacometti.

### Fotografia
Instaurat el 1985, manté una intensa activitat pedagògica, prestant obres a exposicions a la regió.

### Dibuixos i gravats
Aquest departament es va instituir el 1916, amb la donació de 5.000 làmines per part de Herschel V. Jones, membre del patronat del museu. Actualment compta amb 42.000 peces, entre gravats, dibuixos, pastissos i llibres il·lustrats. Cal esmentar els gravats de Dürer i Rembrandt, així com un exemplar «de presentació» de Els Capritxos de Goya, considerat anterior a l'edició principal de 1799.

### Tèxtils
La col·lecció de tèxtils inclou 8.000 exemples, que cobreixen quinze segles d'història i més de 70 països. Abasten des dels teixits egipcis de l'Egipte ptolemaic i de l'Amèrica precolombina, fins produccions del segle XX del Marroc i Bhutan. Compta amb tapissos europeus i brodats turcs.